# Vriesea robusta
Vriesea robusta là một loài thuộc chi Vriesea. Đây là loài bản địa của Venezuela.